# توشیهیرو یاهاتا
توشیهیرو یاهاتا (انگلیسی: Toshihiro Yahata؛ زادهٔ ۲۹ مهٔ ۱۹۸۰) بازیکن فوتبال اهل ژاپن است.
از باشگاه‌هایی که در آن بازی کرده‌است می‌توان به باشگاه فوتبال کاشیما آنتلرز و باشگاه فوتبال ماتسوموتو یاماگا اشاره کرد.